# Nobody Wants the Night

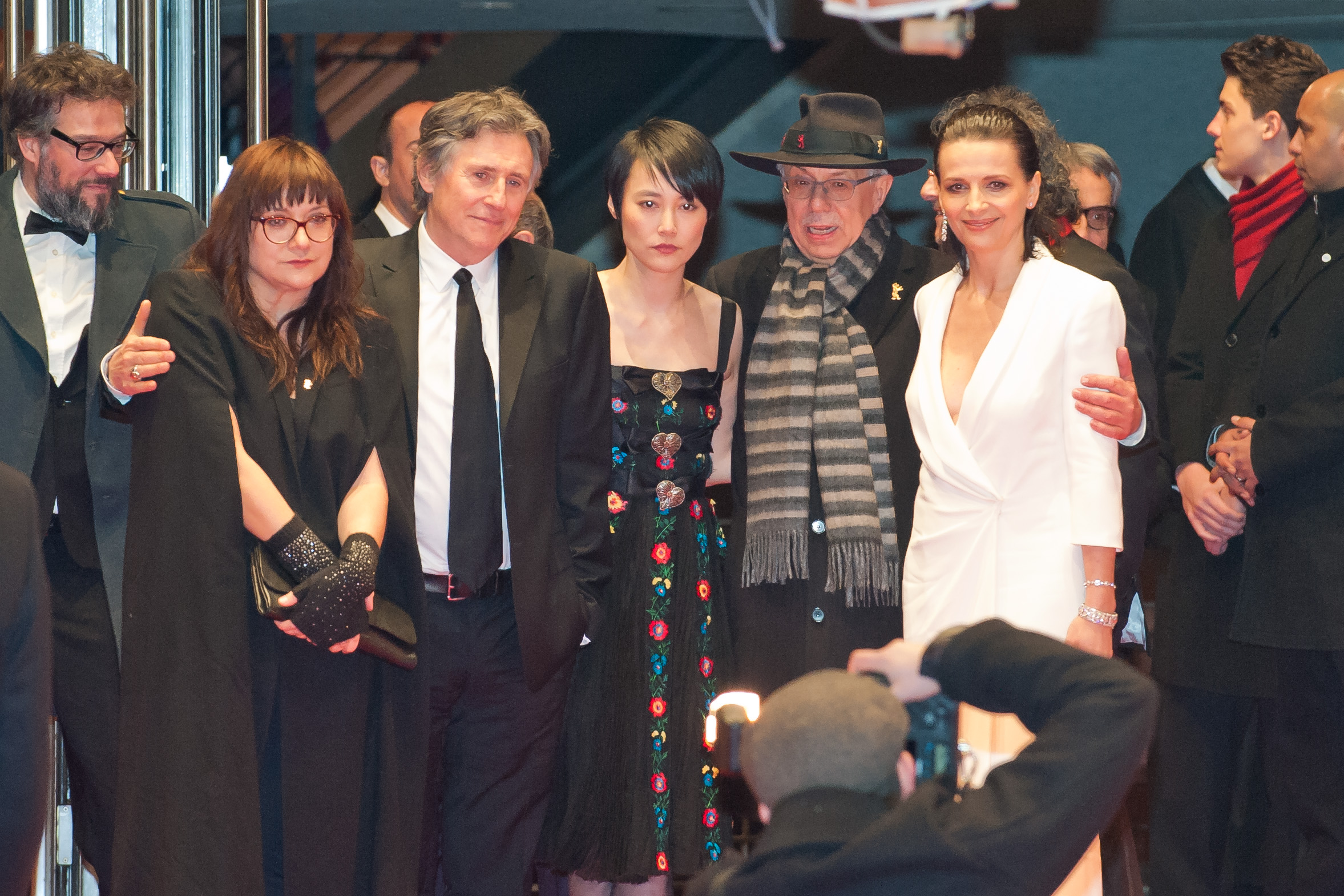
Isabel Coixet, Gabriel Byrne, Rinko Kikuchi und Juliette Binoche zusammen mit Dieter Kosslick bei der Premiere des Films

Nobody Wants the Night (Originaltitel: Nadie quiere la noche; dt. Übersetzung „Niemand will die Nacht“) ist ein spanisch-französisch-bulgarisches Biopic von Isabel Coixet aus dem Jahr 2015. Der Film ist inspiriert von Josephine Peary, deren Ehemann Robert Peary die Entdeckung des Nordpols zugeschrieben wird. Die Rolle der Josephine Peary spielt Juliette Binoche. In weiteren Rollen sind Rinko Kikuchi und Gabriel Byrne zu sehen.
Nobody Wants the Night war der Eröffnungsfilm der 65. Berlinale und feierte am 5. Februar 2015 seine Weltpremiere.

## Handlung
1908 auf Ellesmere Island, Kanada – ca. 1000 km vom Nordpol. Josephine Peary ist fest entschlossen, in Richtung Nordpol zu reisen, um ihrem Ehemann Robert Peary auf seiner – wie sie vermutet – letzten Expedition möglichst nahe zu sein. Der erfahrene Polarreisende Bram warnt Josephine eindringlich vor den Gefahren des bevorstehenden Winters, ebenso die Inuit-Bewohner der Insel. Josephine jedoch treibt die Überzeugung, ihr Mann werde nie zurückkommen, so dass sie bereit ist, ihr Leben aufs Spiel zu setzen, um ihn wiederzusehen. Sie redet Bram ins Gewissen, der ihr und ihrem Mann Treue geschworen habe und bringt ihn letztlich dazu, die Reise mit ihr anzutreten.
Ihr Ziel ist das Basislager, wo Peary und seine Begleiter bekanntlich zuletzt Station machten. Mit Hundeschlitten, begleitet von zwei Inuit, dem jüngeren Odaq und dem älteren Ninq, ziehen sie los. Im Gepäck haben sie unter anderem die edle Garderobe von Mrs. Peary wie auch ihr Grammophon und einen Picknickkoffer mit Porzellantellern und Silberbesteck. Nach kurzer, beschwerlicher Reise gerät einer ihrer Schlitten in eine Schneelawine, mindestens ein Hund stirbt. Bald darauf kehrt Odaq um, weil er zurück zu seiner Familie möchte. Wenig später drängt Bram zur Umkehr – vor ihnen liegt eine Fläche von Treibeis, die man wohl mit Kanus überqueren könne, nicht jedoch mit ihren Schlitten. Josephine und Bram geraten erneut in Streit über Sinn und Unsinn dieser Reise. Unter Tränen fleht Josephine Bram an, mit ihr weiterzugehen und droht, die Reise allein fortzusetzen. Bram gibt nach und sie bewegen sich zunächst mit Schlitten, später zu Fuß in Schneeschuhen über das Eis. Bei dem Versuch, Josephine sicher über eine Stelle zu führen, auf der sie es plötzlich mit der Angst zu tun bekommt und keinen Schritt weitergehen möchte, bricht Bram ein und taucht im eiskalten Wasser unter. Ninq und Josephine gelingt es, ihn herauszuziehen. Er ist jedoch so stark unterkühlt, dass er wenige Zeit später stirbt. Nachdem sie ihn begraben haben, ziehen Ninq und Josephine weiter und erreichen schließlich das Basislager. Statt ihres Ehemanns trifft Josephine auf seinen ehemaligen Begleiter in jämmerlichem Zustand und schickt ihn gemeinsam mit den anderen zurück nach Ellesmere Island, während sie in der Hütte auf die Rückkehr ihres Mannes warten will.
Anders als gedacht bleibt sie jedoch nicht allein – Allaka, eine junge Inuit-Frau, die in einem Iglu nahe der Hütte lebt, wartet offenbar ebenfalls auf die Rückkehr von „Peary Mann“. Bald versteht Josephine die Beweggründe der jungen Frau – sie bekommt ein Kind von Peary. Josephine verzehrt sich vor Eifersucht und Verzweiflung.
Die zunehmend extremer werdenden Wetterbedingungen bringen die beiden Frauen nichtsdestotrotz zusammen. Tag um Tag vergeht, die Polarnacht setzt ein und wird bekanntlich für mehrere Monate andauern. An Jagen ist nicht mehr zu denken, ihre Essensvorräte brauchen sich nach und nach auf. Ohne Allakas Kenntnisse und Erfahrung könnte Josephine nur kurze Zeit überleben. Inmitten eines Schneesturms, der die Hütte zerstört und beide Frauen in das Iglu zwingt, bringt Allaka ihr Kind zur Welt. Sie nennt es „Sohn von zwei Frauen“.
Einige Zeit nach der Geburt fallen Josephine und Allaka in einen Tage andauernden Dämmerzustand. Sie werden schließlich von Henson geweckt, der gekommen ist, um Josephine zurück nach Ellesmere Island zu bringen. Ihr Mann habe den Nordpol letztlich erreicht und sei mittlerweile wohlbehalten zurück in Ellesmere Island. Für den Rückweg gibt es allerdings nur Platz und Essen für zwei Personen. Josephine kämpft verzweifelt gegen Henson an, weil sie Allaka auf keinen Fall zurücklassen will. Henson versichert ihr jedoch, dass sie allein zurechtkommen würde. Schweren Herzens lässt sich Josephine schließlich darauf ein und sie treten die Rückreise zu zweit an, während Allaka zurückbleibt.
Wie man aus dem Abspann erfährt, lebte Josephine Peary bis zum Jahr 1955, ihr Mann starb 1920 in Washington, D.C. Dass er tatsächlich den geografischen Nordpol erreicht hat, ist bis heute umstritten.

## Rezeption
Nobody Wants the Night wurde im Zuge seiner Präsentation auf der Berlinale 2015 überwiegend kritisch besprochen. „Diesen Kitsch hat die Berlinale nicht verdient“ titelt Elmar Krekeler in der Welt. Der Film sei ein „Flickenteppich aus biografischem Material“. Isabel Coixet habe „den Lebenslauf der Josephine Peary auseinandergeschnitten, die Fetzen in einen Schneesturm geworfen und anschließend zu einem derart kitschigen Entwicklungsroman zusammengeflickt, dass jeder, der sich einigermaßen mit Pearys Leben auskennt, von der moralischen und symbolischen Überzuckerung, die Coixet da betreibt, Magenschmerzen bekommt [...] So viel Aufhebens für so wenig Erkenntnis. Alles bleibt Behauptung, alles Vorführung eines verderbten westlichen Strebens“.
Andreas Borcholte von Spiegel Online zählt Nobody Wants the Night in seinem Berlinale-Fazit als „schwächelndes Historiendrama“ zu den Enttäuschungen des Festivals.
Für Christiane Peitz vom Tagesspiegel dagegen war der Eröffnungsfilm ein „Startschuss mit Schauwert“, der allerdings doch „ein bisschen viel Mystik“ innehat. Binoche würdigt sie als „großartige Hauptdarstellerin“, Coixet als „resolute Regisseurin“.
Aus der Sicht von Harald Jähner, Feuilleton-Chef der Berliner Zeitung, hätte Nobody Wants the Night „ein Film über die Verständigung der Kulturen werden können, wenn er die der Inuit auch nur halb so wichtig genommen hätte wie unsere. Aber über eine Eskimo-Gesangseinlage, die übrigens sehr schön mit den Belcanto-Arien aus Josephines mitgeschlepptem Grammofon kontrastiert, kommt die Beachtung der Inuit nicht hinaus. Nicht mal gespielt werden durfte Allaka von einer Inuit. Sie nur im Medium einer gebrochenen Fremdsprache vorzuführen, ist ziemlich hinterwäldlerisch.“ Der Film sei demnach zwar „optisch ein Genuss“, für gutes Kino aber zu wenig.

## Preise und Nominierungen
| Preise                   | Kategorie                   | Nominiert                                         | Resultat  |
| ------------------------ | --------------------------- | ------------------------------------------------- | --------- |
| 30. Goya-Preisverleihung | Bester Film                 | Bester Film                                       | Nominiert |
| 30. Goya-Preisverleihung | Bester Regisseur            | Isabel Coixet                                     | Nominiert |
| 30. Goya-Preisverleihung | Beste Darstellerin          | Juliette Binoche                                  | Nominiert |
| 30. Goya-Preisverleihung | Beste Kamera                | Jean Claude Larrieu                               | Nominiert |
| 30. Goya-Preisverleihung | Bestes Produktionsdesign    | Alain Bainée                                      | Nominiert |
| 30. Goya-Preisverleihung | Beste Produktion            | Andrés Santana und Marta Miró                     | Gewonnen  |
| 30. Goya-Preisverleihung | Beste Kostüme               | Clara Bilbao                                      | Gewonnen  |
| 30. Goya-Preisverleihung | Bestes Makeup und Hairstyle | Pablo Perona, Paco Rodríguez H. und Sylvie Imbert | Gewonnen  |
| 30. Goya-Preisverleihung | Beste Filmmusik             | Lucas Vidal                                       | Gewonnen  |